# Por amor (canción de Thalía)
«Por amor» es una canción de la cantante mexicana Thalía, lanzada como segundo sencillo de su quinto álbum de estudio Amor a la mexicana.

## Video musical
El video de Thalía, "Por amor" fue lanzado en dos versiones: original e internacional (Europa).
Ambas versiones del video fueron dirigidas por Gustavo Garzón.

## Presentaciones en vivo
Thalía interpretó la canción en varios programas de televisión notables en todo el mundo, como Sábado Gigante.

## Posiciones en listas
| Argentina      | Top 100 Argentina         | 1 |
| Brasil         | Billboard Brasil          | 1 |
| Colombia       | Colombia Singles Charts   | 1 |
| Estados Unidos | Billboard Hot Latin Songs | 4 |
| Estados Unidos | Billboard Latin Pop Songs | 2 |
| México         | Monitor Latino            | 1 |
| Panamá         | Panamá Singles Charts     | 1 |
| Venezuela      | Top 21                    | 1 |

## Versiones
1. «Por Amor» (Álbum Versión) - 3:56
2. «Por Amor» (Versión banda) - 3:58
3. «Por Amor» (Primer Encuentro Mix) - 3:54
4. «Por Amor» (Primer Abrazo Mix) - 3:54
5. «Por Amor» (Primer Beso MIx) - 3:55
6. «Por Amor» (Primera Vez Mix) - 4:39
7. «Por Amor» (Zero Club Mix) - 5:42
8. «Por Amor» (Zero Radio Edit) - 3:59